# Gåstjärnen (Hortlax socken, Norrbotten, 724260-176848)
Gåstjärnen är en sjö i Piteå kommun i Norrbotten och ingår i Rokån-Jävreåns kustområde.